# Magic Strip
Magic~Strip était une maison d'édition de bande dessinée belge, fondée en novembre 1979 à Bruxelles, par les frères Daniel et Didier Pasamonik.
Cette maison d'édition belge a créé en 1981 la collection « Atomium 58 » qui comporte 27 albums, petit format (16,5 cm x 24,5), chacun offrant un récit court s'exprimant une moyenne sur 30 planches en bichromie. 
La faillite du distributeur Maître du Monde mit en difficulté en 1987 de nombreux petits éditeurs, dont Magic~Strip qui, reprise par les éditions Loempia et ayant fondé sa propre diffusion en France, s'arrêtera avec la liquidation de sa maison-mère. Cette disparition apparaît au tournant des années 1990 dans le sillage d'une chute de la production de bandes dessinées.